# Хилсон, Дейл
Дейл Хи́лсон (англ. Dale Hilson; 23 декабря 1992, Стерлинг, Шотландия) — шотландский футболист, Нападающий шотландского клуба «Стерлинг Альбион».

## Ранние годы
Хилсон родился 23 декабря 1992 года в шотландском городе Стерлинг.
С детства увлекался футболом. Первой его командой стал клуб «Карс Тисл». Здесь его приметили скауты «Данди Юнайтед», которые и пригласили молодого игрока в стан «оранжево-чёрных» в январе 2009 года.

## Клубная карьера
10 октября 2009 года Дейл подписал с клубом из Данди свой первый профессиональный контракт. Уже через неделю Хилсон дебютировал в первой команде «Юнайтед», выйдя на замену на 78-й минуте встречи с «Гамильтон Академикал». В сезоне 2009/10 отыграл всего два матча, но его талант был отмечен наставником «арабов» Крейгом Левейном, который назвал его «одним из самых перспективных игроков клуба».
В межсезонье Хилсон был отдан по арендному соглашению в клуб Второго шотландского дивизиона «Форфар Атлетик». 31 августа Дейл впервые вышел на поле в официальном матче за «Атлетик», который переиграл в поединке Кубка Лиги «Стерлинг Альбион» со счётом 2:1. 7 августа Хилсон открыл счёт своим голам в «Форфаре», забив мяч в ворота «Дамбартона». Через неделю, поразив ворота «Питерхеда», Дейл отличился за «Атлетик» во второй раз. Всего за «Форфар» форвард провёл 36 игр, забил четыре мяча. 31 декабря 2011 года Хилсон вновь был отдан в аренду в «Атлетик». Наконец, 6 декабря следующего года форвард был в третий раз был ссужен «небесно-голубым».

## Клубная статистика
| Клуб                      | Сезон                     | Чемпионат | Чемпионат | Кубок | Кубок | Кубок Лиги | Кубок Лиги | Кубок Вызова | Кубок Вызова | Плей-офф Лиги | Плей-офф Лиги | Еврокубки | Еврокубки | Итого | Итого |
| Клуб                      | Сезон                     | Игры      | Голы      | Игры  | Голы  | Игры       | Голы       | Игры         | Голы         | Игры          | Голы          | Игры      | Голы      | Игры  | Голы  |
| ------------------------- | ------------------------- | --------- | --------- | ----- | ----- | ---------- | ---------- | ------------ | ------------ | ------------- | ------------- | --------- | --------- | ----- | ----- |
| Данди Юнайтед             | 2009/10                   | 2         | 0         | —     | —     | —          | —          | —            | —            | —             | —             | —         | —         | 2     | 0     |
| Данди Юнайтед             | 2012/13                   | 1         | 0         | —     | —     | —          | —          | —            | —            | —             | —             | —         | —         | 1     | 0     |
| Всего за «Данди Юнайтед»  | Всего за «Данди Юнайтед»  | 3         | 0         | 0     | 0     | 0          | 0          | 0            | 0            | 0             | 0             | 0         | 0         | 3     | 0     |
| Форфар Атлетик            | 2010/11                   | 29        | 3         | 1     | 0     | 2          | 0          | 2            | 0            | 2             | 1             | —         | —         | 36    | 4     |
| Форфар Атлетик            | 2011/12                   | 20        | 2         | 1     | 0     | —          | —          | —            | —            | —             | —             | —         | —         | 21    | 2     |
| Форфар Атлетик            | 2012/13                   | 14        | 2         | 1     | 0     | —          | —          | —            | —            | —             | —             | —         | —         | 15    | 2     |
| Всего за «Форфар Атлетик» | Всего за «Форфар Атлетик» | 63        | 7         | 3     | 0     | 2          | 0          | 2            | 0            | 2             | 1             | 0         | 0         | 72    | 8     |
| Всего за карьеру          | Всего за карьеру          | 66        | 7         | 3     | 0     | 2          | 0          | 2            | 0            | 2             | 1             | 0         | 0         | 75    | 8     |

(откорректировано по состоянию на 2 апреля 2013)

## Сборная Шотландии
С 2009 года Хилсон выступал за различные молодёжные сборные Шотландии.
14 апреля 2010 года, поразив ворота сверстников из Люксембурга, Дейл принёс победу сборной (до 19 лет) своей страны в товарищеской встрече.